# Ismajil Sillach
Ismajil Sillach Machmed (ukrainisch Ісмаїл Сіллах Махмед; * 9. Februar 1985 in Saporischschja, Ukrainische SSR) ist ein ukrainischer Boxer.

## Amateurkarriere
Der Sohn einer Ukrainerin und eines Westafrikaners aus Sierra Leone begann im Alter von sieben Jahren mit dem Boxsport und gewann 302 von 318 Kämpfen. Der mehrfache nationale Meister mit beeindruckender Schlagkraft gewann bereits im Jahr 2000 die Silbermedaille im Federgewicht bei den Kadetten-Europameisterschaften in Athen. Er unterlag dabei erst im Finale gegen den Rumänen Ionuț Gheorghe. Im Folgejahr gewann er dann im Weltergewicht die Kadetten-Europameisterschaften in Liverpool durch K.-o.-Sieg im Finale gegen den Russen Dmitri Tschudinow. Auch die Kadetten-Weltmeisterschaften desselben Jahres in Baku konnte er gewinnen, dabei besiegte er unter anderem den Russen Artur Beterbijew und Elçin Əlizadə aus Aserbaidschan.
2005 folgte der zweite Platz im Mittelgewicht bei den Weltmeisterschaften in Mianyang. Durch vorzeitige Siege gegen Nabil Kassel aus Algerien, Donatas Bondorovas aus Litauen und Mamadou Diambang aus Frankreich, sowie einem Punktesieg mit 28:22 gegen Mohamed Hikal aus Ägypten war er ins Finale eingezogen, wo er jedoch dem Russen Matwei Korobow unterlag.
2006 startete er im Halbschwergewicht bei den Europameisterschaften in Plowdiw. Durch vorzeitige Siege gegen Dawit Ziklauri aus Georgien, Andrej Miruk aus Weißrussland, Imre Szellő aus Ungarn und Constantin Bejenaru aus Rumänien war er ins Finale eingezogen, wo er diesmal gegen Artur Beterbijew verlor und damit die Silbermedaille gewann.
Ein letzter bedeutender Erfolg gelang ihm bei der europäischen Olympiaqualifikation im italienischen Pescara, wo er sich im Halbschwergewicht gegen Elnur Qədirov aus Aserbaidschan (K. o.), Igor Conobeew aus Moldawien (34:13), Robert Woge aus Deutschland (25:7), Bahram Muzaffer aus der Türkei (K. o.) und Ramasan Magomedow aus Weißrussland (Walkover) durchsetzen konnte und das Turnier gewann.
Eine folgende Teilnahme an den Olympischen Sommerspielen 2008 in Peking wurde ihm jedoch nicht gestattet, da er bei einer Dopingkontrolle positiv auf leistungssteigernde Drogen getestet wurde und er daraufhin eine Wettkampfsperre von zwei Jahren erhielt.
Weitere Auftritte hatte er bei den Junioren-Weltmeisterschaften 2002 in Santiago de Cuba (Viertelfinalniederlage gegen Andy Lee mit 19:21), den Junioren-Europameisterschaften 2003 in Warschau (Viertelfinalniederlage gegen Jegor Mechonzew) und den Weltmeisterschaften 2007 in Chicago (Niederlage in der Vorrunde gegen Christopher Downs mit 25:27).

## Auswahl von int. Turniersiegen
- August 2002: 1. Platz im Halbmittelgewicht beim Balaton Cup in Ungarn
- Februar 2003: 1. Platz im Mittelgewicht beim Battle of Stalingrad Turnier in Russland
- September 2003: 1. Platz im Mittelgewicht beim Black Sea Cup in der Ukraine
- Oktober 2004: 1. Platz im Mittelgewicht beim Tammer Turnier in Finnland, Finalsieg gegen Badou Jack
- Januar 2005: 1. Platz im Mittelgewicht beim Norway Box Cup in Norwegen, u. a. Siege gegen Oliver Obradovic und Badou Jack
- Mai 2006: 1. Platz im Halbschwergewicht beim Ahmet Cömert Turnier in der Türkei, u. a. Siege gegen Mehdi Ghorbani und Bahram Muzaffer
- April 2007: 1. Platz im Halbschwergewicht beim Klichko Brothers Turnier in der Ukraine, Finalsieg gegen Abbos Atoyev
- Juli 2007: 1. Platz im Halbschwergewicht beim Makar Mazay Turnier in der Ukraine

## Profikarriere
Für seine Profikarriere wanderte er in die USA aus und gewann seinen ersten Kampf am 18. Juli 2008 in Nevada durch K. o. in der ersten Runde. Auch seine nächsten zehn Kämpfe konnte er siegreich beenden, davon neun vorzeitig. Am 3. April 2010 gewann er in Las Vegas den Nordamerikanischen Meistertitel der NABF im Halbschwergewicht, durch einen K.-o.-Sieg in der zweiten Runde gegen Daniel Judah, Bruder des mehrfachen Boxweltmeisters Zab Judah. Den Titel verteidigte er am 4. März 2011 einstimmig nach Punkten gegen den ungeschlagenen Kubaner Yordanis Despaigne.
In seiner zweiten Titelverteidigung am 27. April 2012 gegen den ungeschlagenen Russen Denis Grachew, hatte er seinen Kontrahenten zwar in der dritten Runde am Boden, verlor den Kampf jedoch überraschend in der achten Runde durch Ringrichterabbruch (technischer K. o.), nachdem er selbst durch mehrere schwere Treffer zu Boden ging.
Am 30. November 2013 boxte er in Kanada um die Weltmeisterschaft der WBO im Halbschwergewicht, verlor jedoch bereits in der zweiten Runde durch K. o. gegen den Titelträger Sergei Kowaljow.